# Sous-région de Raahe
La sous-région de Raahe (finnois : Raahen seutukunta) est une sous-région de l'Ostrobotnie du Nord en Finlande. 
Au niveau 1 (LAU 1 ) des unités administratives locales définies par l'union européenne elle porte le numéro 174.

## Municipalités
La sous-région de Raahe est composée des municipalités suivantes :
| Blason            | Municipalité             |
| ----------------- | ------------------------ |
| Pyhäjoen vaakuna  | Pyhäjoki (municipalité)  |
| Raahen vaakuna    | Raahe (ville)            |
| Siikajoen vaakuna | Siikajoki (municipalité) |

## Population
Depuis 1980, l'évolution démographique de la sous-région de Raahe, au périmètre du 1er janvier 2017, est la suivante:
| Année      | 1980   | 1985   | 1990   | 1995   | 2000   | 2005   | 2010   |
| ---------- | ------ | ------ | ------ | ------ | ------ | ------ | ------ |
| population | 37 075 | 38 544 | 38 347 | 38 072 | 36 444 | 35 032 | 34 731 |

## Politique
Les résultats de l'élection présidentielle finlandaise de 2018:
- Sauli Niinistö   54.1%
- Paavo Väyrynen   12.2%
- Matti Vanhanen   11.2%
- Laura Huhtasaari   8.0%
- Pekka Haavisto   6.5%
- Merja Kyllönen   5.7%
- Tuula Haatainen   2.1%
- Nils Torvalds   0.2%